# Ginter Pośpiech
Ginter Jan Pośpiech (ur. 25 kwietnia 1936 w Bytomiu, zm. 30 września 2019) – polski piłkarz występujący na wielu pozycjach, związany głównie z Szombierkami Bytom.

## Przebieg kariery
Pośpiech był wychowankiem Fortuny Bytom, w której występował do 1954. Następnie, po krótkotrwałej fuzji klubów, został zawodnikiem Górnika i pozostał w nim po rozłączeniu się tych organizacji. W zespole Górnika (od 1957 pod szyldem Szombierek) występował na wszystkich pozycjach, przede wszystkim jako lewy obrońca, później lewoskrzydłowy i wreszcie lewy łącznik. Okazjonalnie zastępował również bramkarza. Dysponował bardzo mocnym strzałem. Ze swoim zespołem brał udział w rozgrywkach I, II i III ligi, Pucharu Polski i Pucharu Intertoto. W sezonie 1964/1965 został wicemistrzem Polski. W ekstraklasie wystąpił w 63 meczach, w których zdobył 12 goli. Odszedł z klubu w 1968.
Jego ojciec i dwaj bracia również grali w piłkę. Nosił boiskowy pseudonim „Laciok”. Z zawodu był cieślą górniczym i hydraulikiem. Po zakończeniu kariery prowadził jako instruktor lokalne kluby. Zmarł w wieku 83 lat.

## Statystyki ligowe
| Klub             | Sezon   | Liga    | Liga  | Liga   |
| Klub             | Sezon   | Liga    | Mecze | Bramki |
| ---------------- | ------- | ------- | ----- | ------ |
| Szombierki Bytom | 1963/64 | I liga  | 25    | 4      |
| Szombierki Bytom | 1964/65 | I liga  | 25    | 7      |
| Szombierki Bytom | 1965/66 | I liga  | 11    | 1      |
| Szombierki Bytom | 1966/67 | I liga  | 2     | 0      |
| Szombierki Bytom | Ogólnie | Ogólnie | 63    | 12     |

## Sukcesy
Szombierki Bytom
- I liga Wicemistrzostwo: 1964/1965